# Томиславград (громада)
Томиславград (хорв. і босн. Opština Tomislavgrad, серб. Општина Томиславград) — боснійська громада, розташована в Герцег-Босанському кантоні Федерації Боснії і Герцеговини. Адміністративним центром є місто Томиславград.
| Боснія і Герцеговина | Це незавершена стаття з географії Боснії і Герцеговини. Ви можете допомогти проєкту, виправивши або дописавши її. |